# 大林河
大林河，位于中华人民共和国黑龙江省漠河县境内，是额木尔河左岸支流，源头称多里纳河，发源于漠河县西南部大兴安岭石堆山北麓，蜿蜒向东北流，经富克山金矿和古莲镇，自西向东横穿漠河县城西林吉镇后汇入额木尔河。河流全长147千米，流域面积4553平方千米，河道平均比降3.37‰，河道弯曲系数4.62，年均径流量7.18亿立方米。流域内蕴藏金矿资源。